# TSR Góra Gromadzyń
TSR Góra Gromadzyń – telewizyjna stacja retransmisyjna z wieżą o wysokości 35 m, znajdująca się w Ustrzykach Dolnych na szczycie Gromadzynia. Właścicielem obiektu jest EmiTel sp. z o.o.
17 czerwca 2013 roku została zakończona emisja programów telewizji analogowej. Tego samego dnia rozpoczęto nadawanie sygnału trzeciego multipleksu w ramach naziemnej telewizji cyfrowej.

## Parametry
- Wysokość posadowienia podpory anteny: 650 m n.p.m.[3]
- Wysokość zawieszenia systemów antenowych: Radio: 26, TV: 33 m n.p.t.[3]

## Transmitowane programy

### Programy telewizyjne - cyfrowe
| Skład multipleksu                                                                    | Częstotliwość | Kanał | Moc promieniowana nadajnika | Polaryzacja | Kompresja wizji |
| ------------------------------------------------------------------------------------ | ------------- | ----- | --------------------------- | ----------- | --------------- |
| MUX 3 - TVP1 HD - TVP2 HD - TVP3 Rzeszów - TVP Historia - TVP Sport HD - TVP Info HD | 535,00 MHz    | 29    | 0,016                       | pozioma     | MPEG-4          |

### Programy radiowe
| LP | Program      | Właściciel                                            | Częstotliwość | Moc nadajnika | Polaryzacja |
| -- | ------------ | ----------------------------------------------------- | ------------- | ------------- | ----------- |
| 1  | Radio Maryja | Prowincja Warszawska Zgromadzenia O.O. Redemptorystów | 94,5 MHz      | 1 kW          | pozioma     |

## Nienadawane analogowe programy telewizyjne
Programy telewizji analogowej zostały wyłączone 17 czerwca 2013 roku.
| LP | Program | Właściciel            | Częstotliwość | Kanał | Moc nadajnika | Polaryzacja |
| -- | ------- | --------------------- | ------------- | ----- | ------------- | ----------- |
| 1  | TVP1    | Telewizja Polska S.A. | 575,25 MHz    | 34    | 0,06 kW       | pozioma     |
| 2  | TVP2    | Telewizja Polska S.A. | 695,25 MHz    | 49    | 0,06 kW       | pozioma     |